# Joaquín Barro
Joaquín Barro (San Salvador de Jujuy, provincia de Jujuy, Argentina, 9 de marzo de 2001) es un futbolista argentino. Juega como defensor en las divisiones inferiores del Club Atlético Talleres de la Primera División de Argentina.

## Trayectoria
Surgió en las inferiores de Gimnasia y Esgrima de Jujuy y en 2018 pasó a jugar en la reserva de Talleres.

## Clubes
| Club     | País      | Año             |
| -------- | --------- | --------------- |
| Talleres | Argentina | 2018 - presente |